# Armiansk
Armiansk (ucraïnès: Армянськ; tàtar: Ermeni Bazar, rus: Армянск) és una ciutat de la República Autònoma de Crimea a Ucraïna. La seva població s'elevava a 22.286 habitants el 2014. Està situada al nord de la península, en l'istme de Perekop entre la mar Negre i la mar de Sivaix. A través d'ella passa el canal de Crimea del Nord provinent d'Ucraïna. A més a la ciutat hi ha una estació de tren del ferrocarril Kherson-Djankoi.

## Història
Armiansk va ser fundada al principis del segle xviii per armenis i grecs vinguts d'Or Qapi - avui la localitat de Perekop. La ciutat es va anomenar Ermeni Bazar fins a 1921.

## Població
| 1926  | 1939  | 1989   | 2001   | 2006   | 2014   |
| ----- | ----- | ------ | ------ | ------ | ------ |
| 2.670 | 3.975 | 24.833 | 24.508 | 22.900 | 22.286 |